# Milton Stahl Garver
Milton Stahl Garver (* 3. September 1879 in Navarre, Ohio; † 6. August 1937 in Clifton Springs, New York) war ein US-amerikanischer Romanist.

## Leben und Werk
Garver studierte am Adelbert College in Cleveland, ferner bei Henry Roseman Lang und Frederick Morris Warren an der Yale University. Dort erwarb er 1902 den Mastergrad. 1904 promovierte er ebenda mit der Arbeit Sources of the beast similes in the Italian lyric of the thirteenth century (erschienen in: Romanische Forschungen 21, 1908, S. 276–320) und lehrte ab 1905 in Yale Französisch. Von 1918 bis 1919 diente er im und nach dem Ersten Weltkrieg als Dolmetscher und Übersetzer, zuletzt auf der Pariser Friedenskonferenz 1919.

## Weitere Werke
- (Hrsg. mit Kenneth McKenzie) Il bestiario toscano secondo la lezione dei codici di Parigi e di Roma,  Rom 1912, Bologna 1971